# آنیتا ورنر
آنیتا ورنر (لهستانی: Anita Werner؛ ‏ ۲۸ مارس ۱۹۷۸) روزنامه‌نگار و بازیگر یپیشین لهستانی است که اینک برای شبکهٔ تی‌وی‌ان فعالیت می‌کند.
وی در رشتهٔ مطالعات فرهنگی با گرایش نظریه فیلم در دانشگاه ووچ درس خواند و در سال ۲۰۰۱ فارغ‌التحصیل شد.
از فیلم‌هایی که وی در آن‌ها نقش داشته است، می‌توان به تلخ و شیرین اشاره نمود.